# ویکی‌پدیای باسکی
ویکی‌پدیای باسکی نسخهٔ ویکی‌پدیا به زبان باسکی است که در تاریخ ۶ دسامبر ۲۰۰۱ افتتاح شد و در تاریخ ۳۰ اوت ۲۰۱۰ دارای ۵۸٬۰۰۰ مقاله بود.
شمار مقاله‌های این ویکی‌پدیا در ۲۲ مهٔ ۲۰۱۱ از ۱۰۰٬۰۰۰ گذشت. در این روز در رتبهٔ ۳۷ قرار داشت.

## نگارخانه

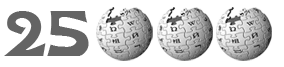
لوگوی بیست‌وپنج‌هزارگی
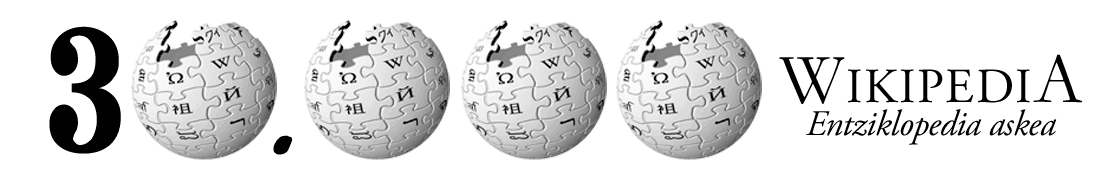
لوگوی سی‌هزارگی
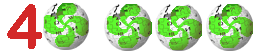
لوگوی چهل‌هزارگی